# I'll Be Waiting/Blackball
I'll Be Waiting/Blackball är en singel av det amerikanska punkrockbandet The Offspring. Singeln trycktes enbart i tusen exemplar och det tog bandet mellan två och halvt till tre år att sälja alla kopior, där bandmedlemmarna i vissa fall fick ge bort dem gratis eller skicka dem till lokala radiostationer då de hade stora problem med att få en distributör för singeln. Som skivbolag står det fiktiva bolaget Black Label Records, vilket var taget från märket på den öl bandmedlemmarna drack vid tidpunkten. Det var bandmedlemmarna själva som limmade ihop konvolutet eftersom de inte hade råd med kostnaden för att låta ett företag göra detta åt dem. Vinylskivan släpptes igen sedan The Offspring hade blivit kända med albumet Smash år 1994. På de nyare utgåvorna står det 1994 Limited Reissue istället för det tidigare Black Label Records 1986. Bandmedlemmarna hade bara råd att spela in två låtar för singeln och när den var utgiven bestämde de sig för att ge diskjockeyn Rodney Bingheimer ett exemplar och inom en och en halv timme hade han spelat den på radio, vilket The Offspring såg som väldigt häpnadsväckande.
Bilden på framsidan av singeln återanvändes senare av bandet som baksida på deras debutalbum, när de lanserade detta album i CD-format år 1995. The Offspring valde att spela in nya versioner av båda låtarna på singeln och dessa kom båda med på debutalbumet. Låten "I'll Be Waiting" hade år 1986 släppts i en demoversion, då under namnet "Fire and Ice" och låten "Blackball" är med i spelet Tony Hawk's Pro Skater 4 från 2002. Jason "Blackball" McLean, som var med under inspelningen av både Smash och Ixnay on the Hombre, har fått sitt smeknamn efter att han brukade skrika åt bandmedlemmarna att spela "Blackball" under sina konserter.

## Låtlista
Alla låtar är skrivna och komponerade av The Offspring, om inte annat anges. 
| Nr | Titel           | Längd |
| -- | --------------- | ----- |
| 1. | I'll Be Waiting | 3:12  |
| 2. | Blackball       | 3:24  |